# Ensvinklede trekanter
Ensvinklede trekanter er betegnelsen for to eller flere trekanter, som har parvist ens  vinkler. Sider i de to trekanter, som ligger over for ens vinkler, siges at være ensliggende. 
Man kan skrive et udtryk, så de ubekendte sider i de to trekanter kan beregnes. Før disse ubekendte kan udregnes, skal man kende to ensliggende sider og endnu en side. Der kan beregnes to forskellige skalafaktorer ({\displaystyle k_{1}} og {\displaystyle k_{2}}). Dette skyldes at der er forskel på hvilken af de to trekanters sider man sætter i tælleren og hvilke der sættes i nævneren.  
{\displaystyle {\frac {|AB|}{|A_{1}B_{1}|}}={\frac {|BC|}{|B_{1}C_{1}|}}={\frac {|CA|}{|C_{1}A_{1}|}}=k_{1}}

{\displaystyle {\frac {|A_{1}B_{1}|}{|AB|}}={\frac {|B_{1}C_{1}|}{|BC|}}={\frac {|C_{1}A_{1}|}{|CA|}}=k_{2}}

og

{\displaystyle k_{1}k_{2}=1}
Forholdet mellem ensliggende sider i ensvinklede trekanter kan beskrives ved hjælp af en skalafaktor også kaldet forstørrelsesfaktor 
{\displaystyle skalafaktor(k)={\frac {|AB|}{|A_{1}B_{1}|}}}

Hvis de to skalafaktorer ganges giver det 1.
| Dodekaeder | Spire Denne artikel om geometri er en spire som bør udbygges. Du er velkommen til at hjælpe Wikipedia ved at udvide den. |